# سده بیست و یکم میلادی
سدهٔ ۲۱ میلادی یا قرن بیست و یکم جدیدترین سده در تقویم گریگوری و در اصطلاح قرن اخیر است که در تاریخ ۱ ژانویه ۲۰۰۱ آغاز شد و پس از گذشت یک صد سال در ۳۱ دسامبر ٢۱۰۰ به پایان خواهد رسید.
| سده‌ها: | سده ۲۰ - سده ۲۱ - سده ۲۲                          |
| دهه‌ها: | ۲۰۰۰ ۲۰۱۰ ۲۰۲۰ ۲۰۳۰ ۲۰۴۰ ۲۰۵۰ ۲۰۶۰ ۲۰۷۰ ۲۰۸۰ ۲۰۹۰ |

## سالشمار سیاسی سده ۲۱
- ۲۰۰۱
- ۲۰۰۲ استقلال تیمور شرقی از اندونزی، اعلام کشورهای محور شرارت از سوی بوش
- ۲۰۰۳ جنگ عراق جنگ خلیج فارس
- ۲۰۰۳ - شروع انقلابات رنگی
- ۲۰۰۴ - بمب‌گذاری ۲۰۰۴ قطار مادرید
- ۲۰۰۴ - انقلاب نارنجی
- ۲۰۰۴ - یانوکویچ به مسموم کردن ویکتور یوشچنکو در جریان مبارزات انتخاباتی، متهم شد.
- ۲۰۰۵ - مرگ پاپ ژان پل دوم
- ۲۰۰۶ اعدام صدام حسین
- ۲۰۰۸ اعلان استقلال کوزوو
- ۲۰۰۹ پیامدهای انتخابات ریاست‌جمهوری دهم ایران
- ۲۰۱۰ آغاز بهار عربی
- ۲۰۱۱ همه‌پرسی استقلال سودان جنوبی
- ۲۰۱۱ حملات ۲۰۱۱ در نروژ
- ۲۰۱۱ جنبش اشغال
- ۲۰۱۲
- ۲۰۱۳-۲۰۱۴: شروع اعتراضات در یورومیدان واقع در اوکراین
- ۲۰۱۳ مناقشه جزایر سنکاکو
- ۲۰۱۴: دیدار اوباما و رائول کاسترو
- ۲۰۱۵ - سیاست تک‌فرزندی در چین پس از ۳۰ سال به اتمام رسید.
- ۲۰۱۹ آکی‌هیتو در ۳۰ آوریل ۲۰۱۹ کناره‌گیری کرد و پس از او پسرش، ناروهیتو ۵۹ ساله، بر تخت امپراتوری نشست.
- ۲۰۱۹ اورزولا فون در لاین منتخب رئیس کمیسیون اروپا شد.
- ۲۰۱۹-۲۰۲۰ اعتراضات ۲۰۱۹–۲۰۲۰ هنگ کنگ
- ۲۰۲۰ - خروج بریتانیا از اتحادیه اروپا مبنی بر برگزیت
- ۲۰۲۰ - پرواز شماره ۷۵۲ هواپیمایی بین‌المللی اوکراین
- ۲۰۲۱ - تحلیف جو بایدن
- ۲۰۲۱ - یورش ۲۰۲۱ به کاخ کنگره ایالات متحده
- ۲۰۲۱ - دومین استیضاح دونالد ترامپ
- ۲۰۲۱ - سخنرانی جو بایدن در نشست مشترک کنگره ۲۰۲۱
- ۲۰۲۱ - کودتای ۲۰۲۱ میانمار و برکناری آنگ سان سوچی
- ۲۰۲۱ - ازدحام در کوه مرون
- ۲۰۲۱ - ترور جوونیل مویس
- ۲۰۲۱ - هجوم طالبان (۱۴۰۰) و سقوط کابل (۱۴۰۰)
- ۲۰۲۲ - بحران ۲۰۲۱–۲۰۲۲ روسیه و اوکراین

### کشورهای جدید
- تیمور شرقی در ۲۰ مه ۲۰۰۲
- مونته‌نگرو در ۳ ژوئن ۲۰۰۶
- صربستان در ۵ ژوئن ۲۰۰۶
- سودان جنوبی در ۹ ژوئیهٔ ۲۰۱۱

### حکومت‌های جدید
- امارت اسلامی افغانستان در ۱۵ اوت ۲۰۲۱

چند کشور دیگر نیز اعلام وجود کرده‌اند ولی چندان به رسمیّت شناخته نشده‌اند:
- کوزوو
- آبخاز
- اوستیای جنوبی
- آزاواد
- جمهوری خلق دونتسک
- جمهوری خلق لوهانسک
- نووروسیه (کنفدراسیون) ۲۰۱۴ - ۲۰۱۵

## سالشمار جنگ‌ و اختلاف‌ها
عملیات آذرخش کبود در فرودگاه بغداد و ترور قاسم سلیمانی 
- ۲۰۰۱ حملات ۱۱ سپتامبر به نیویورک توسط القاعده؛ جنگ داخلی در سری لانکا؛ جنگ افغانستان
- ۲۰۰۲ بمب‌گذاری در بالی اندونزی
- ۲۰۰۳ تهاجم به عراق در سال ۲۰۰۳؛ نسل‌کشی دارفور
- ۲۰۰۴ بمب‌گذاری در متروی مادرید
- ۲۰۰۴: جنگ در دونباس
- ۲۰۰۵ بمب‌گذاری در متروی لندن؛ ناآرامی‌های فرانسه؛ بحران در تیمور شرقی
- ۲۰۰۶ جنگ شیعه و سنی در عراق؛ جنگ لبنان و اسرائیل؛ جنگ در سومالی؛ جنگ در آفریقای مرکزی
- ۲۰۰۷ جنگ داخلی فلسطین
- ۲۰۰۸ جنگ اسرائیل و غزه
- ۲۰۰۹ جنگ روسیه و گرجستان
- ۲۰۱۰ سانحه توپولف-۱۵۴ نیروی هوایی لهستان (۲۰۱۰)
- ۲۰۱۱ جنگ داخلی سوریه
- ۲۰۱۱ جنگ داخلی لیبی (۲۰۱۱)
- ۲۰۱۱ جنگ عراق رسماً پایان یافت.
- ۲۰۱۲-۲۰۱۵ ناآرامی های رومانی
- ۲۰۱۲ حمله ۲۰۱۲ بنغازی
- ۲۰۱۲ جنگ داخلی آفریقای مرکزی
- ۲۰۱۳ عملیات سروال
- ۲۰۱۴ - الحاق کریمه به فدراسیون روسیه
- ۲۰۱۴: نبرد ۲۰۱۴ اسرائیل و غزه
- ۲۰۱۴: پرواز شماره ۱۷ هواپیمایی مالزی
- ۲۰۱۴: همه‌پرسی استقلال اسکاتلند (۲۰۱۴)
- ۲۰۱۵ - بحران مهاجرتی اروپا
- ۲۰۱۵ - ابرگفل در برابر هاجز
- ۲۰۱۵ - حملات نوامبر ۲۰۱۵ پاریس
- ۲۰۱۵ - سرنگونی سوخوی ۲۴ روسیه توسط ترکیه (۲۰۱۵)
- ۲۰۱۵ - پرواز شماره ۹۲۶۸ کاگالیماویا
- ۲۰۱۶ - همه‌پرسی عضویت بریتانیا در اتحادیه اروپا (۲۰۱۶)
- ۲۰۱۶ - کودتای نافرجام ۲۰۱۶ ترکیه
- ۲۰۱۶ - حملات مارس ۲۰۱۶ بروکسل
- ۲۰۱۶ - حمله با کامیون ۲۰۱۶ برلین
- ۲۰۱۷ - تحلیف دونالد ترامپ
- ۲۰۱۷ - حمله شیمیایی خان شیخون
- ۲۰۱۷ - اعلامیه استقلال کاتالونیا
- ۲۰۱۷ - حمله به کلوب شبانه استانبول ۲۰۱۷
- ۲۰۱۷ - حمله ۲۰۱۷ بارسلونا
- ۲۰۱۷ - حمله بئر العبد
- ۲۰۱۸ - تیراندازی در دبیرستان استونمن داگلاس
- ۲۰۱۸ - نشست ۲۰۱۸ کره شمالی و ایالات متحده
- ۲۰۱۸ - انتخابات ریاست‌جمهوری ونزوئلا (۲۰۱۸)
- ۲۰۱۹ - بحران ریاست‌جمهوری ونزوئلا ۲۰۱۹
- ۲۰۱۹ - حمله ۲۰۱۹ پولواما
- ۲۰۱۹ - تیراندازی مسجدهای کرایست‌چرچ
- ۲۰۲۰ - عملیات آذرخش کبود (۲۰۲۰)
- ۲۰۲۰ - قانون امنیت ملی هنگ کنگ
- ۲۰۲۰ - توافقنامه عادی‌سازی روابط اقتصادی کوزوو و صربستان (۲۰۲۰)
- ۲۰۲۰ - جنگ ناگورنو قره‌باغ (۲۰۲۰)
- ۲۰۲۰ - اعتراضات ۲۰۲۰ قرقیزستان
- ۲۰۲۱ - بحران ۲۰۲۱ اسرائیل و فلسطین
- ۲۰۲۱ - تیراندازی ۲۰۲۱ بولدر
- ۲۰۲۱ - حمله آوریل ۲۰۲۱ به کاخ کنگره ایالات متحده
- ۲۰۲۲ - حمله ۲۰۲۲ روسیه به اوکراین
- ۲۰۲۴ - عملیات وعده صادق ۱
- ۲۰۲۴ - عملیات وعده صادق ۲
- جنگ ۱۲ روزه

## سالشمار حوادث غیرمترقبه در سده ۲۱
موج گرمایی شمال غرب آمریکای شمالی
- ۲۰۰۱ زمین‌لرزه ۲۰۰۱ گجرات
- زمین‌لرزه ۲۰۰۱ السالوادور
- ۲۰۰۴-۲۰۰۲ نشانگان تنفسی حاد
- ۲۰۰۳ زمین‌لرزه بم در شرق ایران
- ۲۰۰۴ زمین‌لرزه و سونامی ۲۰۰۴ اقیانوس هند
- ۲۰۰۴ توفند کاترینا در آمریکا
- ۲۰۰۵ زمین‌لرزه ۲۰۰۵ کشمیر
- ۲۰۰۸ چرخند نرگس
- ۲۰۰۸ زمین‌لرزه ۲۰۰۸ سیچوان
- ۲۰۰۹ آتش‌سوزی شنبه سیاه
- ۲۰۰۹ ویروس آنفلوانزای A زیرگروه H1N1
- ۲۰۰۹ زمین‌لرزه ۲۰۰۹ لاکوئیلا
- ۲۰۰۹ دنیاگیری ۲۰۰۹ آنفلوانزای خوکی
- ۲۰۱۰ زمین‌لرزه ۲۰۱۰ هائیتی
- ۲۰۱۰ زمین‌لرزه ۲۰۱۰ شیلی
- ۲۰۱۰ زمین‌لرزه ۲۰۱۰ یوشو
- ۲۰۱۰ سیل ۲۰۱۰ پاکستان
- ۲۰۱۰ سیل‌های ۲۰۱۱–۲۰۱۰ کوئینزلند
- ۲۰۱۱ زمین‌لرزه و سونامی ۲۰۱۱ توهوکو
- ۲۰۱۱ زمین‌لرزه ۲۰۱۱ نیوزیلند
- ۲۰۱۲ توفند سندی
- ۲۰۱۳ طوفان هایان
- ۲۰۱۴ ویروس ابولا
- ۲۰۱۵ زمین‌لرزه ۲۰۱۵ نپال
- ۲۰۱۶ زمین‌لرزه تایوان ۲۰۱۶
- ۲۰۱۶ زمین‌لرزه اوت ۲۰۱۶ مرکز ایتالیا
- ۲۰۱۷ - آتش‌سوزی و ریزش ساختمان پلاسکو
- ۲۰۱۹ - خورشیدگرفتگی ۶ ژانویه ۲۰۱۹
- ۲۰۱۹ - سقوط هواپیمای بوئینگ ۷۰۷ ارتش جمهوری اسلامی ایران
- ۲۰۱۹ - ماه‌گرفتگی ژانویه ۲۰۱۹
- ۲۰۱۹ دنیاگیری کووید-۱۹ که تمام جهان را در بر گرفت و شامل مرگ و میر زیادی شد.
- ۲۰۲۰ - زمین‌لرزه ۲۰۲۰ الازیغ
- ۲۰۲۰ - پرواز شماره ۶۹۳۶ کاسپین
- ۲۰۲۱ سیل اروپا (۲۰۲۱)
- ۲۰۲۱ - آتش‌سوزی دیکسی
- ۲۰۲۱ - طوفان زمستانی ۲۰۲۱ آمریکای شمالی
- ۲۰۲۱ - موج گرمایی شمال غرب آمریکای شمالی (۲۰۲۱)
- ۲۰۲۱ - فروریختن ساختمان آپارتمانی سرفساید
- ۲۰۲۲ - فروریختن ساختمان متروپل

## سالشمار علم و فناوری سده ۲۱

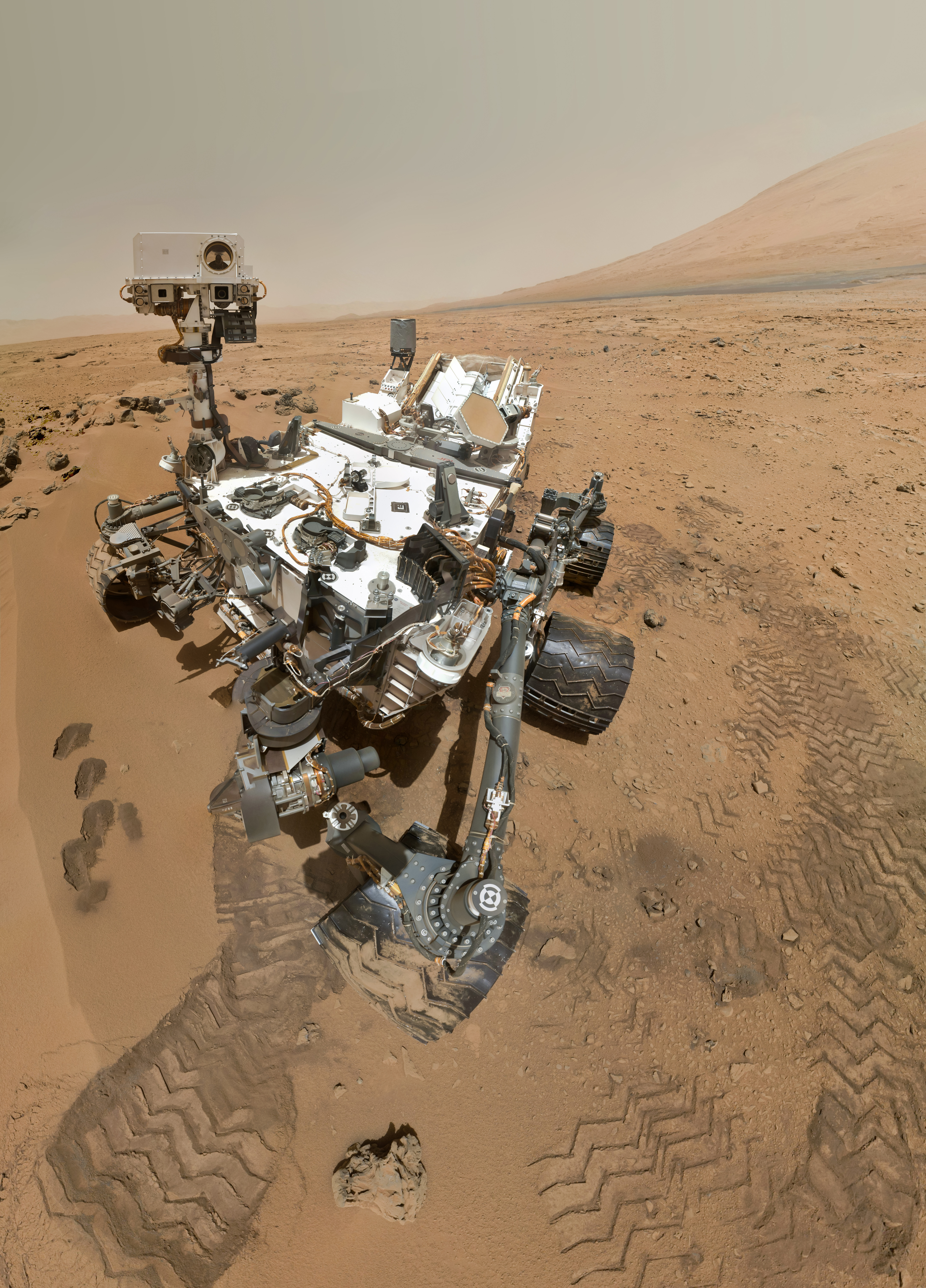
فرود مریخ‌نورد کنجکاوی در سال ۲۰۱۵ بر سطح سیاره مریخ

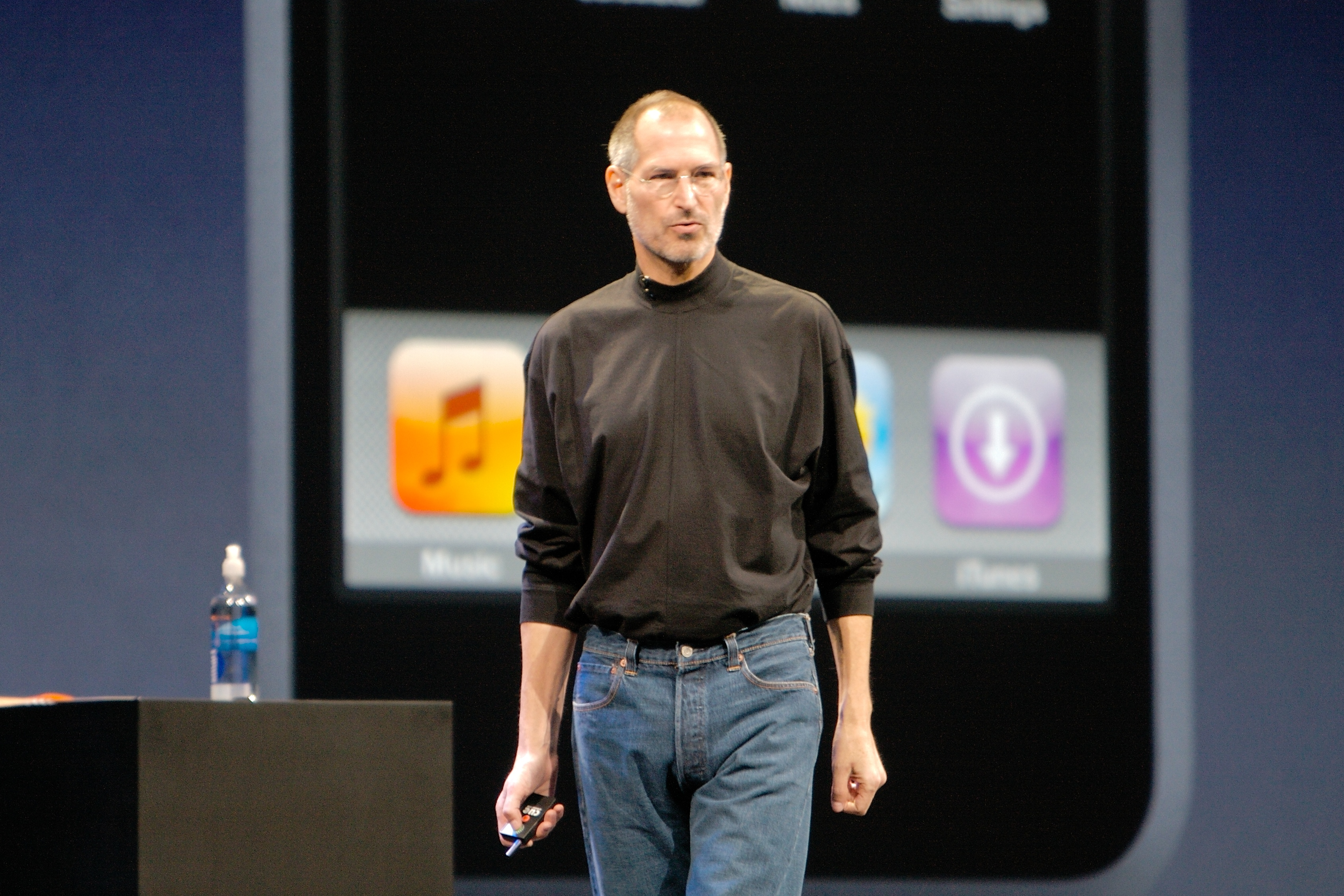
معرفی استیو جابز از اسمارت فون‌ها در سال ۲۰۰۸

- ۲۰۰۱ سفر دنیس تیتو، نخستین گردشگر فضایی به فضا
- ۲۰۰۲ تأسیس شرکت اسپیس‌اکس
- ۲۰۰۳ فاجعه شاتل فضایی کلمبیا
- ۲۰۰۳ اتمام پروژهٔ ژنوم انسان
- ۲۰۰۳ شنژو ۵
- ۲۰۰۳ ارائه اولین نسخه لینکدین
- ۲۰۰۴ مریخ‌نورد اکتشاف و مریخ‌نورد آپورچونیتی
- ۲۰۰۴ اسپیس‌شیپ یک
- ۲۰۰۴ فیسبوک
- ۲۰۰۵ فضاپیمای هویگنس
- ۲۰۰۵ یوتیوب
- ۲۰۰۵ وبگاه ردیت
- ۲۰۰۶ توئیتر
- ۲۰۰۶ نیو هورایزنز
- ۲۰۰۶ کشف واکسن پیشگیری از سرطان دهانه رحم توسط محقق استرالیایی
- ۲۰۰۶ پلوتون در سال ۲۰۰۶ سیارک نامیده شد و سامانه خورشیدی شامل هشت سیاره شد.
- ۲۰۰۷ چانگ ای ۱
- ۲۰۰۷ ساوندکلود
- ۲۰۰۸ چاندریان-۱
- ۲۰۰۸ ارائه اولین نسخه مرورگر گوگل کروم توسط گوگل
- ۲۰۰۸ اسپاتیفای
- ۲۰۰۸ - معرفی استیو جابز از اسمارت فون‌ها در سال ۲۰۰۸
- ۲۰۰۸ - ارائه ویندوز اکس‌پی توسط مایکروسافت
- ۲۰۰۸ کاوشگر فینیکس آب یخ را بر سطح مریخ پیدا کرد.
- ۲۰۰۹ ساخت اولین ماهواره ایران، امید تکمیل شد.
- ۲۰۰۹ - ارائه ویندوز ویستا و ویندوز ۷ توسط مایکروسافت
- ۲۰۱۰ اینستاگرام
- ۲۰۱۰ Pinterest
- ۲۰۱۱ رسوایی شنود نیوز آو د ورلد
- ۲۰۱۲
- ۲۰۱۳ - ارائه ویندوز ۸ و ۸٫۱ توسط مایکروسافت
- ۲۰۱۳ - ارائه اولین نسخه تلگرام
- ۲۰۱۴ مأموریت مدارگرد مریخ
- ۲۰۱۵ - فرود مریخ‌نورد کنجکاوی در سال ۲۰۱۵ بر سطح سیاره مریخ
- ۲۰۱۵ - ارائه ویندوز ۱۰ و مایکروسافت اج توسط مایکروسافت
- ۲۰۲۱ - فشار استقراض گیم‌استاپ
- ۲۰۲۱ - واکسیناسیون کووید ۱۹ در ایالات متحده آمریکا
- ۲۰۲۱ - فرود مریخ ۲۰۲۰
- ۲۰۲۱ - ارائه ویندوز ۱۱ توسط مایکروسافت
- ۲۰۲۱ - یونیتی ۲۲

## سالشمار فرهنگ و هنر سده ۲۱
خرده فرهنگ هیپستر (Hipster)

خرده فرهنگ چَو (Chav)ایمو
- ۲۰۱۴ - رژه افتخار سان‌فرانسیسکو
- ۲۰۱۵ - ترسیم کاریکاتور محمد پیامبر اسلام و تیراندازی در دفتر شارلی ابدو
- ۲۰۱۵ - ازدواج همجنس در آمریکا
- ۲۰۱۹ - انگل اولین فیلم کره‌ای بود در جشنواره کن ۲۰۱۹ حضور داشت و برنده نخل طلای جشنواره شد.
- ۲۰۱۹ - داستان اسباب‌بازی ۴
- ۲۰۲۰ - نود و سومین دوره جوایز اسکار
- ۲۰۲۱ - هفتاد و هشتمین مراسم گلدن گلوب
- ۲۰۲۱ - جوایز موسیقی بیلبورد ۲۰۲۱
- ۲۰۲۱ - مبارزه جاش‌ها
- ۲۰۲۱ - شصت و سومین مراسم جایزه گرمی
- ۲۰۲۱ - هفتاد و سومین جوایز امی ساعات پربیننده

## سالشمار ورزش سده ۲۱
- بالا از راست به چپ:

کریستین رونالدو - کیتلین اوهاشی
سرینا ویلیامز - لیونل مسی۲۰۰۱
- ۲۰۰۲ جام جهانی فوتبال ۲۰۰۲ کره جنوبی و ژاپن - تیم ملی برزیل برنده شد.
- ۲۰۰۴ المپیک آتن
- ۲۰۰۶ جام جهانی فوتبال ۲۰۰۶ آلمان؛ مسابقات کشورهای همسود در ملبورن - تیم ملی ایتالیا برنده شد.
- ۲۰۰۸ المپیک پکن
- ۲۰۱۰ آفریقای جنوبی اولین کشور آفریقایی میزبان در جام جهانی فوتبال ۲۰۱۰ - تیم ملی اسپانیا برنده شد.
- ۲۰۱۲ المپیک لندن
- ۲۰۱۴ جام جهانی فوتبال ۲۰۱۴ برزیل - تیم ملی آلمان برنده شد.
- ۲۰۱۶ المپیک ریو
- ۲۰۱۸ جام جهانی فوتبال ۲۰۱۸ روسیه - تیم ملی فرانسه برنده شد.
- ۲۰۲۲جام جهانی فوتبال ۲۰۲۲ قطر  - تیم ملی آرژانتین قهرمان شد.

## افراد مطرح
جرج بوش
دونالد ترامپ
- ۲۰۰۱ اسامه بن لادن، جرج دبلیو بوش، تونی بلر
- ۲۰۰۳ صدام حسین
- ۲۰۰۵ انتخاب آنگلا مرکل به عنوان صدراعظم آلمان
- ۲۰۰۶ محمود احمدی‌نژاد
- ۲۰۰۷ پراتیبا پتیل
- ۲۰۰۸ باراک اوباما
- ۲۰۱۰ جولیا گیلارد اولین نخست وزیر زن در استرالیا شد.
- ۲۰۱۱ اسامه بن لادن توسط ایالات متحده کشته شد.
- ۲۰۱۱ معمر قذافی توسط ناتو کشته شد.
- ۲۰۱۱ کیم جونگ اون رهبر کره شمالی شد.
- ۲۰۱۳ پارک گون-هه
- ۲۰۱۳ کناره گیری پاپ بندیکت شانزدهم
- ۲۰۱۳ مرگ هوگو چاوز
- ۲۰۱۳ عبدالله اوجالان
- ۲۰۱۳ حسن روحانی
- ۲۰۱۳ مرگ نلسون ماندلا
- ۲۰۱۴: نارندا مودی چهاردهمین نخست وزیر هند شد.
- ۲۰۱۴: بلز کمپائوره
- ۲۰۱۶ دونالد ترامپ به عنوان چهل و پنجمین رئیس جمهور ایالات متحده آمریکا برنده انتخابات شد.
- ۲۰۱۶ مرگ فیدل کاسترو
- ۲۰۱۸ - شی به عنوان رئیس‌جمهور مادام‌العمر چین انتخاب شد.
- ۲۰۱۸ - ژائیر بولسونارو سی‌وهشتمین رئیس جمهور برزیل شد.
- ۲۰۱۹ - کشته شدن قاسم سلیمانی
- ۲۰۲۰ - کشته شدن جورج فلوید
- ۲۰۲۰ - کامالا هریس اولین زن به عنوان معاون رئیس جمهور آمریکا
- ۲۰۲۱ - آنگ سان سو چی در تاریخ یکم فوریه سال۲۰۲۱ خبرگزاری‌های دنیا اعلام کردند آنگ سان سوچی بازداشت شد.
- ۲۰۲۱ - نفتالی بنت رئیس جمهور جدید اسرائیل شد
- ۲۰۲۲ - ساندرا میسن به عنوان اولین رئیس جمهوری باربادوس انتخاب شد.
- ۲۰۲۲ - ترور شینزو آبه، در هنگام سخنرانی در مبارزات انتخاباتی در ژاپن.

## چالش‌ها

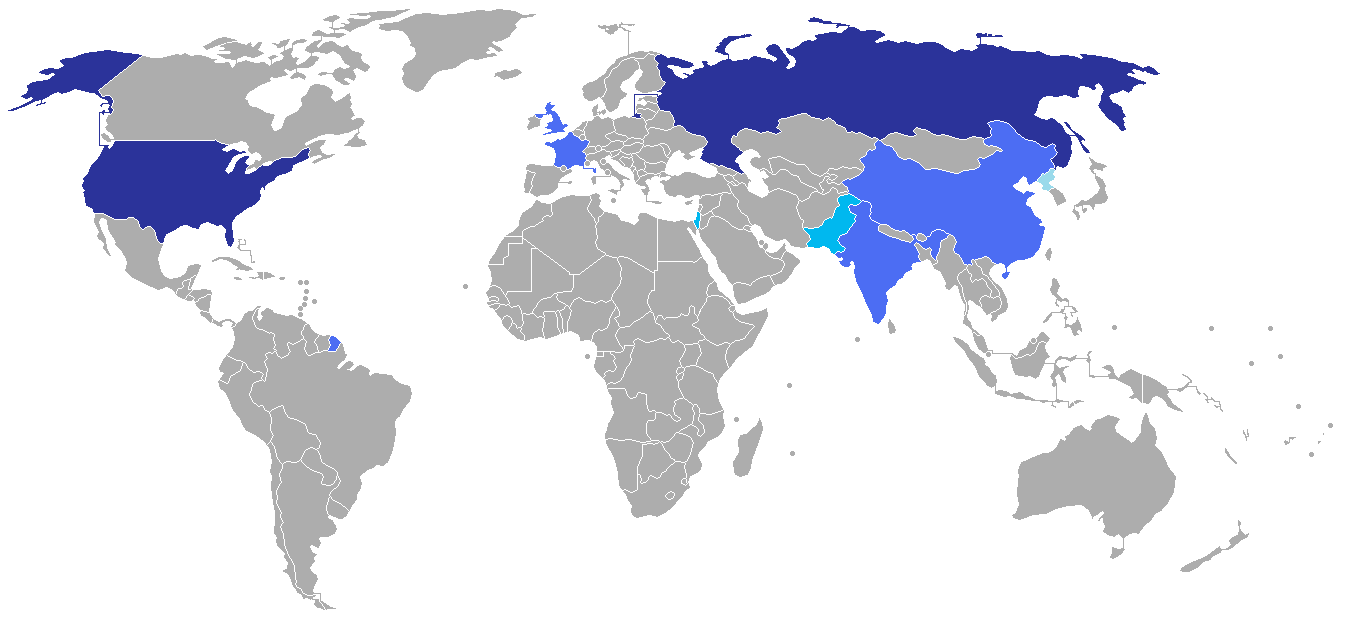
کشورهای دارنده سلاح اتمی

انسان همیشه با چالش‌هایی روبه رو است که سعی در رفع آن‌ها دارد. در سده بیست و یکم میلادی چالش‌های بسیار پرمخاطره‌ای دست به گریبان آدمی شده است. بسیاری از چالش‌های جهانی نیاز به کمک‌های جهانی دارد که کشورها با همکاری می‌توانند آن‌ها را کنار بزنند. شاخص توسعه انسانی و مردم‌سالاری دو مؤلفه اصلی بر رفاه همگان است که اکثر کشورهای یکه سالار آن‌ها را نادیده می‌گیرند.
- خطرات محیط زیست و آلودگی‌ها (دنیاگیری کووید-۱۹، گرمایش جهانی، آلودگی هوا، آلودگی پلاستیک، جنگل‌زدایی، ماهی‌گیری بی‌رویه، پایایی)
- حقوق مدنی و سیاسی (سربازی اجباری، حقوق زنان، حقوق ال‌جی‌بی‌تی، برابری نژادی، جنبش حقوق معلولین، خشونت جنسی، قانون سقط جنین، ازدواج همجنس، همجنس‌گرایی، تبعیض)
- دیکتاتوری و تروریسم
- فقر
- بهداشت جهانی
- امنیت غذایی
- جهانی‌سازی
- افزایش جمعیت
- کاهش ذخایر انرژی در طبیعت
- رشد اقتصادی
- قدرت کم-کربن

‎